# Jacopo Morelli (abate)

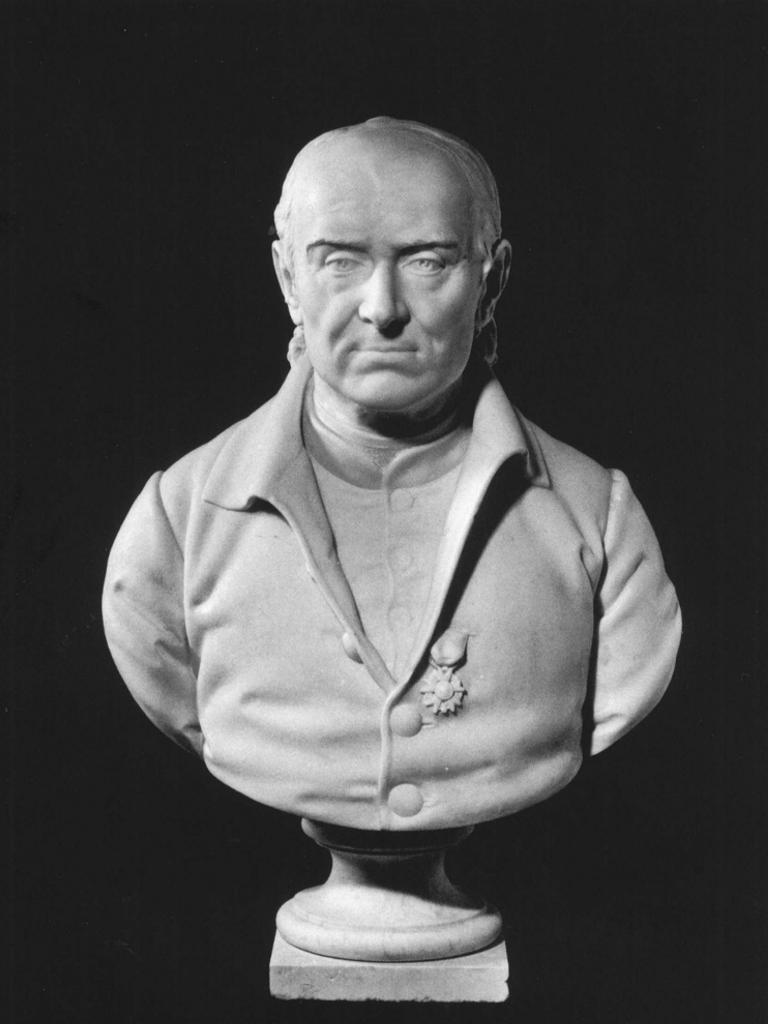
Busto di Jacopo Morelli, opera di Giuseppe Soranzo (1891-1892)

Jacopo Morelli, spesso citato solo come abate Morelli (Venezia, 15 aprile 1745 – Venezia, 5 maggio 1819), è stato un religioso e bibliotecario italiano.

## Biografia
Figlio di Pietro Antonio, originario di Casaccia, località di Barbengo oggi frazione di Lugano, e di Caterina Bonvicini, emigrati a Venezia. Iniziò giovanissimo gli studi teologici e divenne monaco a 16 anni, frequentando la scuola dei Domenicani detta scuola dei Gesuati alla Zattere. Tenuto in alta considerazione dai suoi insegnanti, venne spronato a continuare negli studi.
Ebbe una notevole conoscenza dei testi classici, storici e letterari italiani, grazie alla quale divenne prefetto della biblioteca Marciana di Venezia nel 1778, mantenendo l'incarico per 40 anni.

## Opere
- Bibliotheca Maphaei Pinellii Veneti magno jam studio collecta, a Jacobo Morellio bibliothecae Venetae d. Marci custode descripta et annotationibus illustrata, 6 voll., Venetiis, typis Caroli Palesii, 1787.
- Operette ora insieme raccolte con opuscoli di antichi scrittori, 3 voll., Venezia, Tipografia di Alvisopoli, 1820.